# Adi
Adi je moško osebno ime.

## Izvor imena
Ime Adi je različica moškega osebnega imena Adam.

## Pogostost imena
Po podatkih Statističnega urada Republike Slovenije je bilo na dan 31. decembra 2007 v Sloveniji število moških oseb z imenom Adi: 83.

## Osebni praznik
Osebe z imenom Adi lahko godujejo takrat kot osebe z imenom Adam.